# Minjee Lee
Minjee Lee (Perth, 27 maggio 1996) è una golfista australiana di origini sudcoreane.
È la sorella maggiore di Min Woo Lee, anch'egli golfista e vincitore dello U.S. Junior Amateur nel 2016. Ciò li rende i primi due fratelli vincitori di un campionato juniores della USGA.

## Biografia
Nel 2012 trionfa allo U.S. Girls' Junior.
Seguono poi un successo all'Australian Women's Amateur nel 2013 e nuovamente nel 2014.
Diventa la golfista amatoriale numero 1 al mondo il 26 febbraio 2014, dopo aver vinto l'Oates Victorian Open all'ALPG Tour. Rimarrà leader incontrastata di tale classifica sino al suo passaggio tra i professionisti nel settembre dello stesso anno.
Dopo aver guidato con successo il proprio Paese nella vittoria del Trofeo Espirito Santo, passa tra i professionisti nel settembre 2014. Grazie ad un ottimo piazzamento nel LPGA Final Qualifying Tournament al termine dell'anno, si qualifica per il suddetto tour.
Prende parte al torneo di golf femminile dei Giochi olimpici di Rio de Janeiro 2016, disputatosi dal 17 al 20 agosto. Nonostante alcuni buoni sprazzi di gara, non riesce a trovare continuità ed al termine della competizione ottiene un settimo posto complessivo.

## Vittorie professionali (14)

### LPGA Tour vittorie (11)
| Legenda             |
| Tornei Major (3)    |
| Altri LPGA Tour (8) |

| No. | Data              | Torneo                         | Punteggio della vittoria | Par | Margine | Secondo/i                      |
| --- | ----------------- | ------------------------------ | ------------------------ | --- | ------- | ------------------------------ |
| 1   | 18 maggio 2015    | Kingsmill Championship         | 68-67-69-65=269          | −15 | 2 colpi | Ryu So-yeon                    |
| 2   | 16 aprile 2016    | Lotte Championship             | 68-66-74-64=272          | −16 | 1 colpo | Katie Burnett Chun In-gee      |
| 3   | 23 ottobre 2016   | Blue Bay LPGA                  | 65-67-73-70=275          | −13 | 1 colpo | Jessica Korda                  |
| 4   | 27 maggio 2018    | LPGA Volvik Championship       | 67-69-68-68=272          | −16 | 1 colpo | In-Kyung Kim                   |
| 5   | 28 aprile 2019    | Hugel-Air Premia LA Open       | 66-69-67-68=270          | −14 | 4 colpi | Kim Sei-young                  |
| 6   | 25 luglio 2021    | Amundi Evian Championship      | 68-69-65-64=266          | −18 | Playoff | Lee Jeong-eun                  |
| 7   | 15 maggio 2022    | Cognizant Founders Cup         | 67-63-69-70=269          | −19 | 2 colpi | Lexi Thompson                  |
| 8   | 5 giugno 2022     | U.S. Women's Open              | 67-66-67-71=271          | −13 | 4 colpi | Mina Harigae                   |
| 9   | 10 settembre 2023 | Kroger Queen City Championship | 67-69-65-71=272          | −16 | Playoff | Charley Hull                   |
| 10  | 22 ottobre 2023   | BMW Ladies Championship        | 64-69-71-68=272          | −16 | Playoff | Alison Lee                     |
| 11  | 22 giugno 2025    | KPMG Women's PGA Championship  | 69-72-69-74=284          | −4  | 3 colpi | Auston Kim Chanettee Wannasaen |

LPGA Tour playoff record (3–3)
| No. | Anno | Torneo                         | Sfidante/i                  | Risultato                                            |
| --- | ---- | ------------------------------ | --------------------------- | ---------------------------------------------------- |
| 1   | 2018 | LPGA Mediheal Championship     | Lydia Ko                    | Perso col tiro eagle alla prima buca extra           |
| 2   | 2019 | Taiwan Swinging Skirts LPGA    | Nelly Korda Caroline Masson | Korda ha vinto col tiro birdie alla prima buca extra |
| 3   | 2021 | Amundi Evian Championship      | Lee Jeong-eun               | Vinto col tiro birdie alla prima buca extra          |
| 4   | 2023 | Cognizant Founders Cup         | Ko Jin-young                | Perso alla pari alla prima buca extra                |
| 5   | 2023 | Kroger Queen City Championship | Charley Hull                | Vinto col tiro birdie alla seconda buca extra        |
| 6   | 2023 | BMW Ladies Championship        | Alison Lee                  | Vinto con birdie alla prima buca extra               |

### Ladies European Tour vittorie (2)
| No. | Data            | Torneo                        | Punteggio di vittoria | To par | Margine | Seconda        |
| --- | --------------- | ----------------------------- | --------------------- | ------ | ------- | -------------- |
| 1   | 4 febbraio 2018 | Oates Vic Open^               | 70-67-75-67=279       | −13    | 5 colpi | Karis Davidson |
| 2   | 6 novembre 2020 | Omega Dubai Moonlight Classic | 72-65-69=206          | −10    | Playoff | Céline Boutier |

^Co-sanzionato dall'ALPG Tour.

LET playoff record (1–0)
| No. | Anno | Torneo                        | Sfidante       | Risultato                                   |
| --- | ---- | ----------------------------- | -------------- | ------------------------------------------- |
| 1   | 2020 | Omega Dubai Moonlight Classic | Céline Boutier | Vinto col tiro birdie alla prima buca extra |

### ALPG Tour vittorie (2)
| No. | Data             | Torneo                              | Punteggio della vittoria | Par | Margine | Secondo/i      |
| --- | ---------------- | ----------------------------------- | ------------------------ | --- | ------- | -------------- |
| 1   | 23 febbraio 2014 | Oates Victorian Open (come amatore) | 73-70-68-68=279          | −16 | 6 colpi | Vikki Laing    |
| 2   | 4 febbraio 2018  | Oates Victorian Open^               | 70-67-75-67=279          | −13 | 5 colpi | Karis Davidson |

^ Co-sanzionato dal ALPG Tour e dal Ladies European Tour.

## Tornei Major

### Vittorie (3)
| Anno | Campionato               | 54 buche           | Punteggio di vittoria | Margine | Seconda                        |
| ---- | ------------------------ | ------------------ | --------------------- | ------- | ------------------------------ |
| 2021 | The Evian Championship   | 7 colpi di deficit | –18 (68-69-65-64=266) | Playoff | Lee Jeong-eun                  |
| 2022 | U.S. Women's Open        | 3 colpi in più     | –13 (67-66-67-71=271) | 4 colpi | Mina Harigae                   |
| 2025 | Women's PGA Championship | 4 colpi in più     | –4 (69-72-69-74=284)  | 3 colpi | Auston Kim Chanettee Wannasaen |